# My Fellow Citizens!
My Fellow Citizens! (en hangul: 국민 여러분!; RR: Gungmin Yeoreobun; lit. «Amigos ciudadanos») es una serie de televisión surcoreana de 2019, dirigida por Kim Jung-hyun y protagonizada por Choi Si-won, Lee Yoo-young y Kim Min-jung. Se emitió en KBS2 del 1 de abril al 28 de mayo de 2019.

## Sinopsis
Un estafador, que se ve involucrado en incidentes inesperados, se casa con una oficial de policía y de alguna manera termina siendo candidato a miembro de la Asamblea Nacional.

## Reparto

### Principal
- Choi Si-won como Yang Jung-gook: un estafador hábil que es la tercera generación de una familia de estafadores. Se involucra con un usurero para obtener una gran suma de dinero para su boda, pero es estafado por su exnovia, que se escapa con el dinero.[6][7]
- Lee Yoo-young como Kim Mi-young, una detective de policía que descubre a su exnovio engañándola, pero entonces conoce a Jung-kook. Los dos congenian y pronto comienzan a salir. Ella elige mentir sobre su trabajo para mantener su relación y finalmente decide confesar su verdadera vida a Jung-kook el día de su boda.[8][9]
- Kim Min-jung como Park Hoo-ja, cuarta hija de Park Sang-pil, un famoso usurero, a la que entrena para convertirla en su sucesora. Su padre se derrumba después de ser víctima de los planes de un misterioso extraño. Después de la muerte de su padre, hereda y expande con éxito su negocio. También rastrea a la persona que estafó a su padre, Jung-kook. Pero en lugar de vengarse, ella se ofrece a salvarle la vida siempre que se postule para un escaño en la Asamblea Nacional.[8][9]

### Secundario
- Tae In-ho como Han Sang-jin, un recién llegado a la política que es el hermanastro de Mi-young.[2]
- Kim Eui-sung como Kim Joo-myung, un político veterano que es miembro de la Asamblea Nacional.[2]
- Lim Ji-hyun (Im Se-joo) como Yoo Hee-jin, la exnovia de Jung-gook.[10]
- Jeon Seok-ho como Kang Hyun-tae, antiguo compañero de universidad de Sang-jin y actual asesor político.[11]
- Heo Jae-ho como Choi Pil-joo, la mano derecha de Hoo-ja.[12]
- Lee Joo-myung como Hwang Seung-yi.
- Ahn Eun-jin como Park Gwi-nam.[13]
- Gil Hae-yeon como la madre de Kim Kyung-ae (Sang-jin).
- Kim Jong-goo como Park Sang-pil, padre de Park Hoo-ja, usurero.
- Heo Jae-ho como Choi Pil-joo, mano derecha de Park Hoo-ja.
- Jung Soo-young como Myung-in.
- Yoon Joo-hee como Park Mi-hee, la tercera hermana mayor de Park Hoo-ja, fiscal.
- Woo Hyun como el padre y maestro de Yang Jung-gook.
- Park Kyung-hye como Yang Mi-jin, la hermana de Jung-gook.[13]
- Ji Yi-soo como la detective Na.
- Choi Dae-chul como el detective Lee.
- Cha Rae-hyung como el detective Goo.
- Baek Ji-won como Park Jin-hee.[14]

### Apariciones especiales
- Yeom Hye-ran como Sun Hee, la segunda hermana mayor de Park Hoo-Ja (ep.11).
- Yoo Jae-myung como Kang Soo-il, congresista.
- In Gyo-jin como Choi Wook-hyeon.
- Choi Daniel como un recién casado.[15]
- Baek Jin-hee como una recién casada.[15]

## Banda sonora original
| Parte | N.º | Título                             | Letra                                                  | Música                                                 | Artista                  | Duración |
| ----- | --- | ---------------------------------- | ------------------------------------------------------ | ------------------------------------------------------ | ------------------------ | -------- |
| 1     | 1   | Yadannatdaya (야단났다야)          | Park Jeong-eun, Defconn                                | Park Jeong-eun                                         | Hyungdon and Daejun      | 03:21    |
| 1     | 2   | Yadannatdaya (inst.)               |                                                        | Park Jeong-eun                                         |                          | 03:21    |
| 2     | 1   | Haohrio (하오리오)                 | Choi Jeong-in                                          | Choi Jeong-in                                          | Kim Chang-wan            | 02:51    |
| 2     | 2   | Haohrio (inst.)                    |                                                        | Choi Jeong-in                                          |                          | 02:51    |
| 3     | 1   | Really Bad Guy (오빠 나빠요)       | Kim Hee-won, Jung Da-woon, Oh Seung-eun, Zeenan, Yeeun | Kim Hee-won, Jung Da-woon, Oh Seung-eun, Zeenan, Yeeun | Seunghee, Yeeun (CLC)    | 03:00    |
| 3     | 2   | Really Bad Guy (inst.)             |                                                        | Kim Hee-won, Jung Da-woon, Oh Seung-eun, Zeenan, Yeeun |                          | 03:00    |
| 4     | 1   | Let Me In                          | Kim Beom-joo, Kim Shi-hyuk                             | Kim Beom-joo, Kim Shi-hyuk                             | NeighBro                 | 04:03    |
| 4     | 2   | Let Me In (inst.)                  |                                                        | Kim Beom-joo, Kim Shi-hyuk                             |                          | 04:03    |
| 5     | 1   | Catch Me If You Can (올 테면 와라) | Jay Lee, Yoo Song-yeon                                 | Jay Lee, Yoo Song-yeon                                 | Ulala Session            | 03:31    |
| 5     | 2   | Catch Me If You Can (inst.)        |                                                        | Jay Lee, Yoo Song-yeon                                 |                          | 03:31    |
| 6     | 1   | Boom Boom                          | Glody, Kim Shi-hyuk                                    | Glody, Vulcan4                                         | Kim Tae-hyun (DickPunks) | 03:00    |
| 6     | 2   | Boom Boom (inst.)                  |                                                        | Glody, Vulcan4                                         |                          | 03:00    |

## Recepción
La serie tuvo buena acogida por parte del público, pese a las controversias originadas por la presencia de Choi Si-won, dado que algunos espectadores consideraban prematura su reaparición después de que el 30 de septiembre de 2017 el perro de la familia del actor mordiera a un vecino, causándole la muerte por septicemia.

### Índices de audiencia
En la tabla inferior, en azul aparecen los índices más bajos, y en rojo los más altos. 
| Ep.      | Fecha de emisión    | Índice de audiencia | Índice de audiencia | Índice de audiencia |
| Ep.      | Fecha de emisión    | AGB Nielsen         | AGB Nielsen         | TNmS                |
| Ep.      | Fecha de emisión    | Nacional            | Seúl                | Nacional            |
| -------- | ------------------- | ------------------- | ------------------- | ------------------- |
| 1        | 1 de abril de 2019  | 6.8%                | 6.3%                | 6.7%                |
| 2        | 1 de abril de 2019  | 7.5%                | 6.9%                | 7.1%                |
| 3        | 2 de abril de 2019  | 7.0%                | 7.2%                | 6.2%                |
| 4        | 2 de abril de 2019  | 8.4%                | 9.0%                | 7.4%                |
| 5        | 8 de abril de 2019  | 5.4%                | 5.2%                | 4.8%                |
| 6        | 8 de abril de 2019  | 6.5%                | 6.1%                | 5.9%                |
| 7        | 9 de abril de 2019  | 6.9%                | 7.3%                | 5.7%                |
| 8        | 9 de abril de 2019  | 7.9%                | 8.3%                | 6.3%                |
| 9        | 15 de abril de 2019 | 5.3%                | 5.5%                | 4.4%                |
| 10       | 15 de abril de 2019 | 6.0%                | 5.9%                | 5.3%                |
| 11       | 16 de abril de 2019 | 5.4%                | [sin datos]         | [sin datos]         |
| 12       | 16 de abril de 2019 | 6.5%                | 6.3%                | 6.1%                |
| 13       | 22 de abril de 2019 | 4.3%                | [sin datos]         | [sin datos]         |
| 14       | 22 de abril de 2019 | 5.4%                | [sin datos]         | 5.2%                |
| 15       | 23 de abril de 2019 | 5.0%                | [sin datos]         | [sin datos]         |
| 16       | 23 de abril de 2019 | 6.9%                | [sin datos]         |                     |
| 17       | 29 de abril de 2019 | 4.9%                | [sin datos]         |                     |
| 18       | 29 de abril de 2019 | 6.6%                | 6.9%                |                     |
| 19       | 30 de abril de 2019 | 5.8%                | 5.9%                |                     |
| 20       | 30 de abril de 2019 | 7.0%                | 7.2%                |                     |
| 21       | 6 de mayo de 2019   | 4.5%                | [sin datos]         |                     |
| 22       | 6 de mayo de 2019   | 6.2%                | 6.3%                |                     |
| 23       | 7 de mayo de 2019   | 6.1%                | 6.3%                | 5.4%                |
| 24       | 7 de mayo de 2019   | 7.0%                | 6.6%                | [sin datos]         |
| 25       | 13 de mayo de 2019  | 5.1%                | [sin datos]         | 4.4%                |
| 26       | 13 de mayo de 2019  | 5.7%                | 5.8%                | 5.0%                |
| 27       | 14 de mayo de 2019  | 5.4%                | 5.5%                | 5.4%                |
| 28       | 14 de mayo de 2019  | 6.4%                | 6.5%                | 5.9%                |
| 29       | 20 de mayo de 2019  | 5.0%                | [sin datos]         | [sin datos]         |
| 30       | 20 de mayo de 2019  | 6.0%                | 6.1%                | 5.8%                |
| 31       | 21 de mayo de 2019  | 6.5%                | 6.8%                | 5.9%                |
| 32       | 21 de mayo de 2019  | 7.5%                | 7.7%                | 6.4%                |
| 33       | 27 de mayo de 2019  | 4.6%                | [sin datos]         | [sin datos]         |
| 34       | 27 de mayo de 2019  | 5.9%                | 6.1%                | [sin datos]         |
| 35       | 28 de mayo de 2019  | 6.3%                | 6.5%                | 5.5%                |
| 36       | 28 de mayo de 2019  | 8.0%                | 8.1%                | 6.7%                |
| Promedio | Promedio            | 6.2%                | —                   | —                   |

## Premios y candidaturas
| Año  | Premio                  | Categoría                                                 | Candidato     | Resultado | Ref.          |
| ---- | ----------------------- | --------------------------------------------------------- | ------------- | --------- | ------------- |
| 2019 | 12th Korea Drama Awards | Premio a la Gran excelencia, actriz                       | Kim Min-jung  | Ganadora  | [ 19 ] [ 20 ] |
| 2019 | 12th Korea Drama Awards | Premio a la Excelencia, actriz                            | Lee Yoo-young | Nominada  | [ 19 ] [ 20 ] |
| 2019 | KBS Drama Awards        | Premio a la Excelencia, actor en serie de media duración  | Choi Si-won   | Ganador   | [ 21 ]        |
| 2019 | KBS Drama Awards        | Premio a la Excelencia, actriz en serie de media duración | Lee Yoo-young | Nominada  |               |
| 2019 | KBS Drama Awards        | Mejor actriz revelación                                   | Lee Yoo-young | Nominada  |               |